# Ramón Pereda
Marcelo Ramón Pereda Saro (Santander, 30 de agosto de 1897-Ciudad de México, 19 de junio de 1986) fue un actor, productor, guionista y director español-mexicano. Estuvo casado con las actrices María Antonieta Pons y Adriana Lamar. Debutó en 1930 como actor de revista en la película Paramount on Parade.

## Filmografía seleccionada

### Actor
- Conspiración (1927) México
- El Cuerpo del delito (1930) USA
- Amor audaz (1930) USA
- Cascarrabias (1930) USA
- El dios del mar (1930) USA
- Resurrección (1931) USA
- La dama atrevida (1931) USA
- Gente alegre (1931) USA
- Contrabando (1931) México
- Carne de Cabaret (1931) USA
- Sagrario (1933) México
- La Llorona (1933)
- La noche del pecado (1933)
- El vuelo de la muerte(1934)
- Cruz Diablo (1934)
- Payasadas de la vida (1934)
- No matarás (1935)
- Malditas serán las mujeres (1936)
- El baúl macabro (1936)
- Mujeres de hoy (1936)
- México lindo (1938)
- Una luz en mi camino (1939)
- The Hawk (1940) USA
- Canto a las Américas (1943)
- Romance en Puerto Rico (1962) México-Puerto Rico
- Caña brava (1966) México-Puerto Rico-República Dominicana

### Director
- El ciclón del Caribe (1950)
- María Cristina (1951)
- Sucedió en México (1958)